# Eleutherodactylus glandulifer
Eleutherodactylus glandulifer är en groddjursart som beskrevs av Cochran 1935. Eleutherodactylus glandulifer ingår i släktet Eleutherodactylus och familjen Eleutherodactylidae. IUCN kategoriserar arten globalt som akut hotad. Inga underarter finns listade i Catalogue of Life.